# Port de la Canau
Le  port de la Canau (en espagnol puerto de la Canal) est un col de montagne pédestre des Pyrénées à 2 689 mètres d'altitude entre le département français des Hautes-Pyrénées, en Occitanie, et la province espagnole de Huesca, dans la communauté autonome d'Aragon, sur la frontière franco-espagnole.
Il relie la vallée de Héas en Lavedan à la vallée de Bielsa en Aragon.

## Toponymie
Le mot port signifie en gascon « porte » ou « col », c'est le pendant de puerto en espagnol.
En occitan, canau qui vient de canaou signifie « couloir raide, passage étroit ». Le col de la Canau était orthographié col de Canaou jusque dans les années 1950 (voir carte d'état-major).

## Géographie
Le port de la Canau est situé entre le pic de Bounèu (2 726 m) au nord-est et le pic de Gabiédou (2 809 m) à l'ouest. 
Il abrite la croix frontière no 321.
Le col n’est pas situé dans la vallée de la Canau située sur la même commune plus à l’ouest.

## Protection environnementale
Le col est situé dans le parc national des Pyrénées.
Le col fait partie d'une zone naturelle protégée, classée ZNIEFF de type 1, « cirques d’Estaubé, de Gavarnie et de Troumouse », et de type 2, « haute vallée du gave de Pau : vallées de Gèdre et Gavarnie ».

## Voies d'accès
Le col est accessible par le versant nord (versant français) depuis le parking d’accès au cirque de Troumouse par le sentier en longeant le ruisseau de Gabiédou dans le couloir de la Tumeu de Bounèu, versant sud (espagnol) depuis le refuge de la Larri.